# 威德科姆新月
威德科姆新月（Widcombe Crescent）是英格兰萨默塞特郡巴斯的一组乔治时代建筑，共有14栋三层建筑，拥有孟莎式屋顶，由托马斯·鲍德温建于1808年，已列为I级登录建筑.。
这里著名的居民有詹姆斯·布鲁克爵士，他是婆罗洲砂拉越的"白人王公"，1831-1834年住在威德科姆新月1号。